# Col de Napale
Le col de Napale, ou Naphalea, est un col à 541 mètres d'altitude limitant les communes d'Ordiarp et de Musculdy en Soule, dans les Pyrénées-Atlantiques. Il est traversé par la D 348 et une variante du GR78.

## Géographie

### Topographie
Le col se situe sur une crête secondaire séparant deux branches de la vallée de la Bidouze.

### Géologie
Le col est dans la région karstique des Arbailles.

## Histoire
Au Moyen Âge (avant 1146) le col était sur le passage d'une voie secondaire des chemins de Compostelle partant de l'Hôpital-Saint-Blaise, passant par la commanderie d'Ordiarp et rejoignant le prieuré-hôpital de Saint-Just-Ibarre, dépendant de l'abbaye,,. La voie rejoignait ensuite le camino navarro à Utxiat ou Saint-Jean-le-Vieux par le col d'Azkonzabal.

### Cartes
1. 1 2 3 4  « Carte IGN classique » sur Géoportail.
2. ↑  « Carte géologique » sur Géoportail.

### Autres références
1. ↑  Clément Urrutibéhéty, Les communautés basques des donats, Atlantica (ISBN 2-84394-457-0)
2. ↑  Robert Elissondo, L'Hôpital-Saint-Blaise, Atlantica, 2009
3. ↑  Louis Laborde-Balen et Jean-Pierre Rousset, Les chemins de Saint-Jacques en Béarn et Pays Basque, Éditions Sud-Ouest, 2004 (ISBN 2-87901-509-X)